# Oraa Guzura Dado
Oraa Guzura Dado (яп. おらぁグズラだど Ораа Гудзура Дадо, Привет, я Гудзура!) — японский чёрно-белый аниме-сериал, выпущенный студией Tatsunoko Productions. Транслировался по телеканалу Fuji TV с 7 октября 1967 по 25 сентября 1968 год. Всего выпущены 52 серии аниме. Через 20 лет студией была выпущена новая цветная версия сериала, которая транслировалась по телеканалу TV Tokyo с 12 октября 1987 года по 20 сентября 1988 года. Всего выпущены 44 серии аниме.

## Сюжет
Мистер биккура собирался съесть огромное яйцо, в котором оказывается маленький дракончик. Он получает имя Гудзуро и начинает изучать новый и необычный для него мир. Гудзуро, любящий есть железо, становится членом семьи. В течение сериала зритель наблюдает за приключениями и взаимодействиями людей, животных и волшебных существ.

## Роли озвучивали
- Тору Охира — Гудзура
- Миэ Адзума — Бонта
- Кэй Томияма — Отец
- Ёсико Мацуо — Тин